# جوشوا سميث (ملحن)
جوشوا سميث (بالإنجليزية: Joshua Smith)‏ هو ملحن أمريكي، ولد في 1760، وتوفي في 1795.